# Amik
Amik va ser la mascota dels Jocs Olímpics d'Estiu de 1976 celebrats a Mont-real (Canadà). Representa un animal emblemàtic del Canadà: el castor.
El nom de la mascota, Amik, significa justament castor en el llenguatge indi algonquí, una regió del nord del Canadà.
Amik representava l'amistat, la paciència i el treball dur que van ajudar el Canadà. Utilitzava una banda vermella, tal com les cintes en què es van penjar les medalles dels jocs.